# Петрово (Гатчинский район)

Фасад церкви св. Екатерины. Данная церковь — третья по счёту (первые две были построены из дерева и не сохранились). Она была построена в 1839 году по проекту А. М. Байкова. Церковь находится вблизи деревни Петрово. Уменьшенная копия церкви находится в Гатчине

Пе́трово (фин. Petrova) — деревня в Гатчинском муниципальном округе Ленинградской области.

## История
В 1624 году был основан евангелическо-лютеранский Скворицкий приход (Скворица). В Староскворицкой мызе, в деревне Петрово, была построена первая, деревянная кирха и пасторат. Пастором был назначен уроженец шведской провинции Вермланд, Эрландус Йоне Верман.
Деревня являлась вотчиной великого князя Михаила Павловича, из которой в 1806—1807 годах были выставлены ратники Императорского батальона милиции.
На «Топографической карте окрестностей Санкт-Петербурга» Военно-топографического депо Главного штаба 1817 года она обозначена как деревня Агакюля Петрова, состоящая из 7 крестьянских дворов.

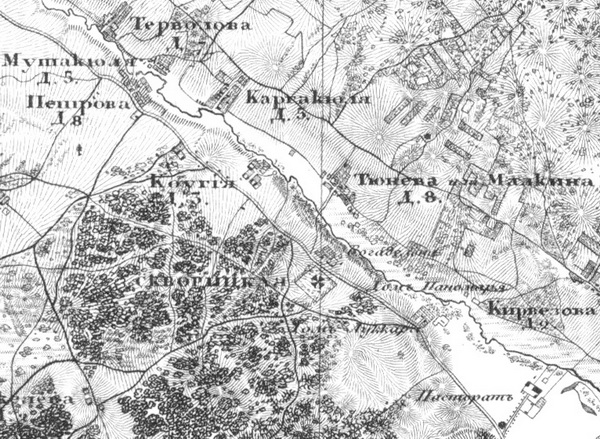
Деревня Петрово, Скворицкая кирха и пасторат на карте 1831 года

Деревня Петрова из 8 дворов упоминается на «Топографической карте окрестностей Санкт-Петербурга» Ф. Ф. Шуберта 1831 года.

ПЕТРОВО — деревня принадлежит ведомству Гатчинского городового правления, число жителей по ревизии: 25 м. п., 23 ж. п. (1838 год)

Первый орган в лютеранской церкви прихода Скворица установил в 1841—1942 годах мастер Бухерт, работавший в то время в Санкт-Петербурге.
На картах Ф. Ф. Шуберта 1844 года и С. С. Куторги 1852 года деревня не обозначена.
В пояснительном тексте к этнографической карте Санкт-Петербургской губернии П. И. Кёппена 1849 года она записана как деревня Petrowa (Петрово) и указано количество её жителей на 1848 год: савакотов — 22 м. п., 27 ж. п., всего 49 человек.

ПЕТРОВА — деревня её высочества государыни великой княгини Елены Павловны, по почтовому тракту число дворов — 9, число душ — 22 м. п. (1856 год)

Согласно «Топографической карте частей Санкт-Петербургской и Выборгской губерний» в 1860 году деревня называлась Петрова и состояла из 9 крестьянских дворов.

ПЕТРОВА (ЮВАЙЗИ) — деревня Ораниенбаумского дворцового правления близ речки Пудости, число дворов — 9, число жителей: 35 м. п., 26 ж. п. (1862 год)
В 1864 году при церкви действовали библиотека и дом престарелых, на средства прихода содержались фельдшер и акушерка.

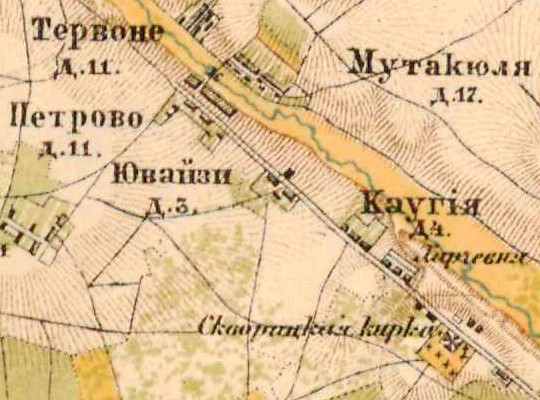
План деревни Петрово. 1885 год

Согласно топографической карте частей Санкт-Петербургской и Выборгской губерний 1885 года деревня Петрово насчитывала 11 дворов.
В 1899 году в находящейся в деревне приходской кирхе состоялся первый ингерманландский песенный праздник.
В 1904 году в церкви был установлен новый орган немецкой фирмы «Валькер» — один из самых больших в Ингерманландии.
В конце XIX — начале XX века деревня административно относилась к Староскворицкой волости 3-го стана Царскосельского уезда Санкт-Петербургской губернии. Население деревни было исключительно финским.
Согласно «Карте района манёвров» к 1913 году количество дворов увеличилось до 16. В том же году в деревне состоялся Первый всеингерманландский съезд христианской молодёжи.
Изменение численности населения прихода Скворица с 1842 по 1917 год:
С 1917 по 1922 год деревня Петрово входила в состав Петровского сельсовета Староскворицкой волости Детскосельского уезда.
С 1922 года в составе Скворицкого сельсовета.
Согласно данным переписи населения СССР 1926 года в деревне Петрово Скворицкого сельсовета Староскворицкой волости Троцкого уезда проживали 102 человека, все финны.
С 1927 года в составе Красносельской волости.
В 1928 году население деревни Петрово также составляло 102 человека.

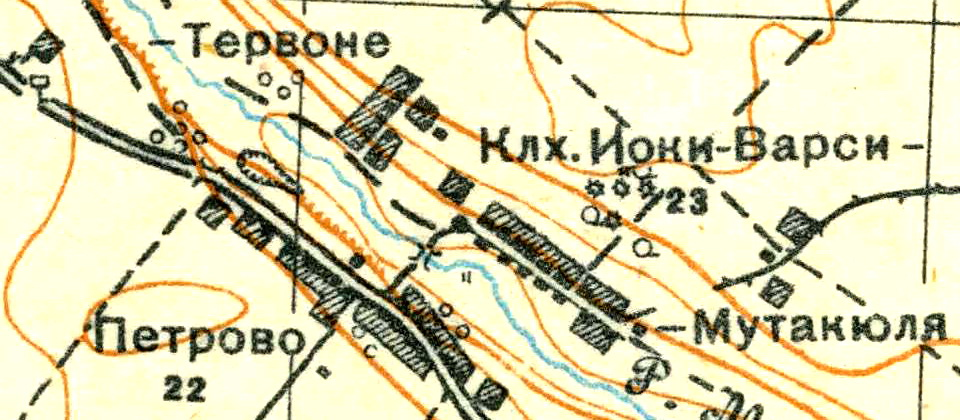
План деревни Петрово. 1931 год

Согласно топографической карте 1931 года деревня насчитывала 22 двора.
По данным 1933 года деревня Петрово входила в состав Скворицкого финского национального сельсовета Красногвардейского района.
Весной 1939 года национальный сельсовет был ликвидирован, а лютеранский храм превращён в клуб.
C 1 августа 1941 года по 31 декабря 1943 года деревня находилась в оккупации. Население в 1943 по инициативе Финляндии было эвакуировано в различные регионы страны по примеру эвакуации финнов из Карельского перешейка. После перемирия 1944 СССР потребовал вернуть своих граждан. Большинство было возвращено в СССР, но никто не попал не на родину.
В 1958 году население деревни Петрово составляло 113 человек, переселенных в основном из Белоруссии и других раионов.
С 1959 года в составе Пудостьского сельсовета.
По данным 1966, 1973 и 1990 годов деревня Петрово также входила в состав Пудостьского сельсовета Гатчинского района.
Лютеранский приход был возрождён в 1988 году и в настоящее время относится к Евангелическо-лютеранской Церкви Ингрии.
В 1997 году в деревне проживали 38 человек, в 2002 году — 48 человек (русские — 69 %), в 2007 году — 46, в 2010 году — 39.
Лютеранская церковь в деревне Петрово была частично восстановлена в 2006 году по проекту Пекки и Уллы Весамаа. Согласно проекту для защиты исторических стен внутрь был встроен деревянный футляр. Работы по восстановлению церкви продолжаются. В 2009 году восстановлена колокольня со шпилем и крестом, в 2012 году завершена реставрация центральной части портала, убраны строительные леса. Богослужения совершаются по воскресным и праздничным дням на финском и русском языках.

## Географическое положение
Деревня расположена в северной части района на автодороге 41К-011 (Стрельна — Гатчина).
Расстояние до административного центра поселения, посёлка Пудость — 8,5 км.
Расстояние до ближайшей железнодорожной станции Пудость — 8 км.
Деревня находится на правом берегу реки Ижоры.

## Численность населения
| 1862 | 2007 | 2010 | 2017 |
| ---- | ---- | ---- | ---- |
| 61   | ↘46  | ↘39  | ↗51  |

### Национальный состав
Согласно данным Всероссийской переписи населения 2021 года в деревне проживали 96 человек, из них:
  русские — 93, финны — 2, белорусы — 1 человек.

## Транспорт
От Гатчины до Петрово можно доехать на автобусах № 518, 533.

## Достопримечательности
Старая приходская церковь и финское кладбище. Кирха Святой Екатерины Евангелическо-лютеранского Скворицкого прихода архитектора А. М. Байкова. Восстановление памятника истории и культуры произведено по проекту архитекторов Пекки и Уллы Весамаа.

## Улицы
Берёзовая.